# Adolphe Mengotti
Adolphe Mengotti (Valladolid, 12 de novembro de 1901 - 1984) foi um futebolista suíço, nascido na Espanha, medalhista olímpico.
Adolphe Mengotti  competiu nos Jogos Olímpicos de Verão de 1924, ele ganhou a medalha de prata como membro da Seleção Suíça de Futebol.

## Ligações Externas
- Perfil Olímpico